# مصطفى بن مبارك
مصطفى بن مبارك من (بالفرنسية: Mustapha Ben M'Barek)‏ مواليد 3 مايو 1926 بمدينة الدار البيضاء في المغرب، كان لاعب كرة القدم مغربي فرنسي ويلعب كمهاجم.

## سيرة شخصية

### في المنتخب الفرنسي
في عام 1950، أُختير في تشكيلة منتخب فرنسا لكرة القدم مرة واحدة، عندما كان عضوًا في نادي جيروندان بوردو. يعود هذا الاختيار الوحيد إلى 4  يونيو 1950 ضد منتخب بلجيكا في مباراة ودية أقيمت في ملعب الملك بودوان في بروكسل وانتهي بهزيمة الزرق 4-1.

### في النوادي
لعب في نادي الوداد الرياضي في المغرب ثم في جيروندان بوردو (1946 - 1951)، نادي تروا (1951 - 1952)، راسينغ كولومب (1952 - 1954) وباريس تشارينتون (1954 - 1955).).
كان بطل فرنسا في عام 1950 (لعب 33 مباراة من أصل 34 خلال موسم 1949-1950) مع جيروندان.
غالبًا ما يستعمل اسم «مصطفى» لهذا اللاعب من قبل المصادر بدلًا من «بن مبارك». طُبق هذا الاستخدام في أواخر الأربعينيات لتجنب الالتباس مع العربي بن مبارك، الذي كان اسمه الكامل عبد القادر العربي بن مبارك.

## روابط خارجية
- مصطفى بن مبارك على موقع قاعدة بيانات كرة القدم.إي يو (الإنجليزية)
- مصطفى بن مبارك على موقع ناشيونال فوتبول تيمز (الإنجليزية)
- ورقة مصطفى بن مبارك على FFF.fr